# KK Dubrovnik
KK Dubrovnik ist ein Basketballverein aus Dubrovnik, Kroatien. Zurzeit spielt der Verein in der kroatischen ersten Liga.

## Geschichte
Der Verein wurde 1946 gegründet und trug seine Heimspiele im legendären Karmen aus. 
Man war stets sehr nahe am Aufstieg in die erste Liga, doch dies gelang erst im Jahre 2004 nach der Relegation gegen KK Kaptol.

## Halle
Zurzeit trägt man seine Heimspiele in der Schulsporthalle Gospino Polje aus.